# Tvornica Automobila Maribor
La TAM, (acronimo di Tovarna Avtomobilov Maribor, in lingua italiana Fabbrica Veicoli di Maribor) è un'azienda, nata il 31 dicembre 1946 in Iugoslavia, e ora slovena, specializzata nella produzione di veicoli commerciali, autocarri e autobus.

## La storia

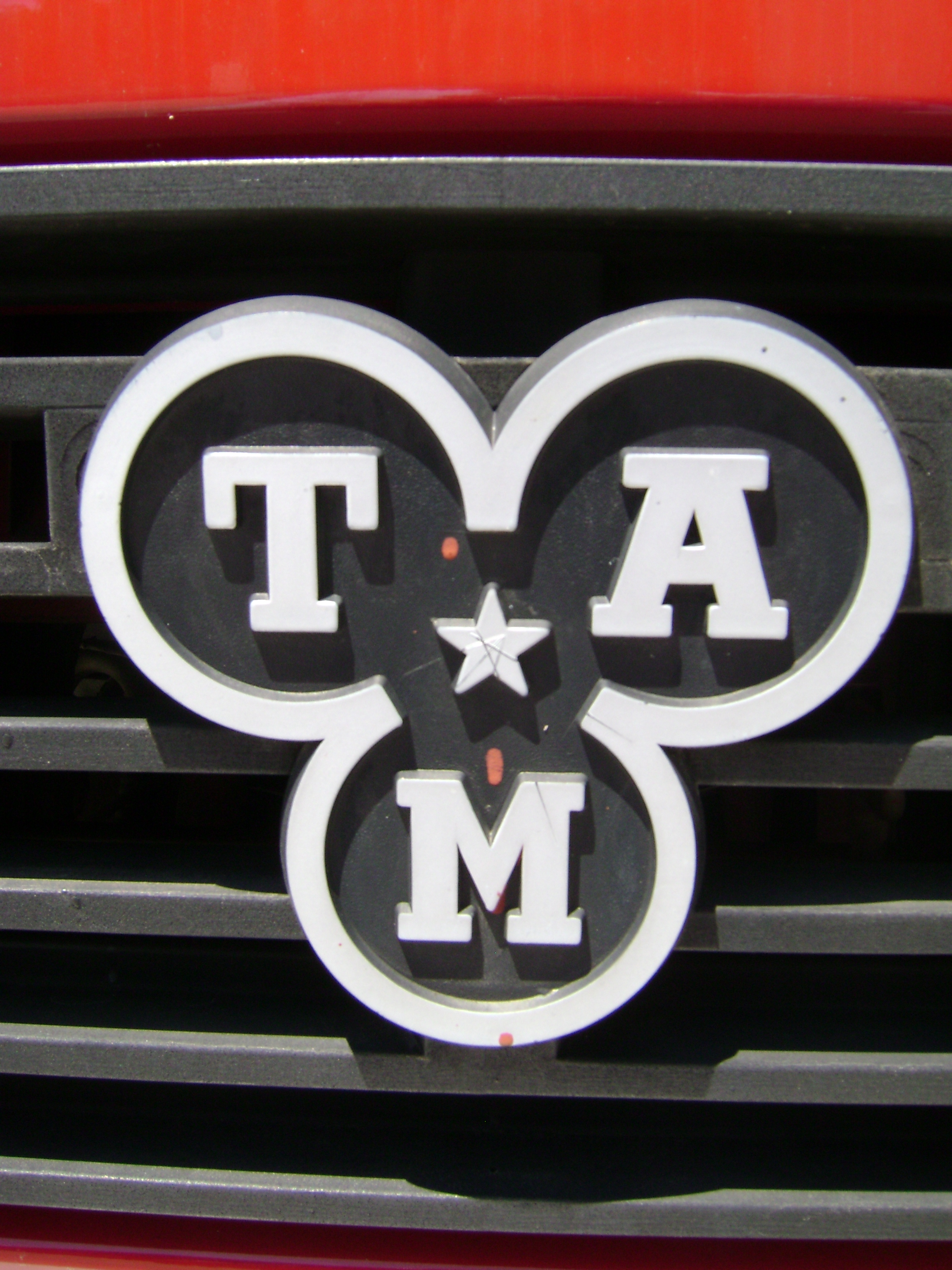
Il logo TAM

Fondata al termine della seconda guerra mondiale per volontà di Josip Tito, iniziò la produzione con il TAM Pionir, autocarro costruito su licenza ceca, in produzione sino al 1962 e di cui furono costruiti circa 1700 esemplari.
Nel 1958 iniziò la produzione di modelli di autocarro su licenza della tedesca Magirus-Deutz, dedicandosi anche agli automezzi specificatamente militari.
Nel 1973 venne stretto un accordo con una società di Novi Sad (oggi in Serbia), la Autokaroserija, che venne incorporata successivamente nel 1974 e che fece parte del gruppo sino alla dissoluzione della Iugoslavia.
Dal 1971 la TAM costruì, su licenza FIAT Materfer, 36 automotrici e 33 rimorchiate per la ZŽTP (rete ferroviaria regionale di Lubiana) derivate dalla ALn 668.1800 FS. L'azienda di Maribor costruì anche, sempre su licenza Fiat, un'automotrice e tre rimorchiate per la Ferrovia Suzzara-Ferrara (costruite nel 1980-1981 su base ALn 668.1000).
Nel 1996 a causa di difficoltà finanziarie l'azienda venne liquidata e dalle sue ceneri, nel 2001 prese vita la Tovarna Vozil Maribor.

## Produzione veicoli fino al 1970
| Anno | Esemplari |
| ---- | --------- |
| 1947 | 27        |
| 1948 | 113       |
| 1949 | 288       |
| 1950 | 446       |
| 1951 | 787       |
| 1952 | 716       |
| 1953 | 1389      |
| 1954 | 1659      |
| 1955 | 1966      |
| 1956 | 2310      |
| 1957 | 2749      |
| 1958 | 2526      |
| 1959 | 2605      |
| 1960 | 2777      |
| 1961 | 2838      |
| 1962 | 3013      |
| 1963 | 3508      |
| 1964 | 3872      |
| 1965 | 3943      |
| 1966 | 4085      |
| 1967 | 4764      |
| 1968 | 5513      |
| 1969 | 5621      |
| 1970 | 6442      |